# Левки (Оршанський район)
Левки (біл. Ляўкі) — село (веска) в складі Оршанського району Вітебської області Білорусі. Село розташоване в підпорядкуванні Зубівської сільської ради.
Веска Лявки розташована на півночі Білорусі, у південній частині Вітебської області. Село розкинулося на лівому березі Дніпра, відоме своїм другим філіалом музею Янки Купала.